# Titanium (film)
Titanium (titlu original: Вычислитель, cunoscut în SUA ca The Calculator) este un film SF rusesc din 2014 bazat pe romanul omonim al scriitorului Alexander Gromov. A fost regizat de Dmitri Grachev. Rolurile principale au fost interpretate de actorii Evgheni Vitalievici Mironov, Anna Borisovna Ciipovskaia și Vinnie Jones.

## Prezentare
Pe planeta XT-59, un grup de zece prizonieri este condamnat la exil. În fața lor, cât se poate vedea cu ochii, sunt numai mlaștini pline de pericole. Singura lor salvare este să ajungă în Insulele Fericirii, un paradis legendar al păcii unde își pot găsi refugiul.

## Distribuție
- Evgheni Vitalievici Mironov - Erwin Kann (The Calculator)
- Anna Borisovna Ciipovskaia - Anna Christie Schultz (Kristi)
- Vinnie Jones - Just Van Borg (le Loup Polaire)
- Nikita Panfilov - Matthias Kassada
- Kirill Kozakov - le Capitaine
- Ivan Verkhovykh - Job Reisman
- Vladas Bagdonas - Jan Obermayer
- Irene Muskara - Maria
- Linda Nigmatoulina - Leila
- Alexey Kolubkov - Valentin Holmer
- Pyotr Skovtsov - Heime
- Anna Popova - Anna
- Alexandra Frank - le Lieutenant
- Walter Geir Grímsson - un canibal
- Davíð Freyr Þórunnarson  - un canibal
- Úlfar Jakobsen - un gardien de prison
- Páll Ævarsson - un gardien de prison